# Гильдия века

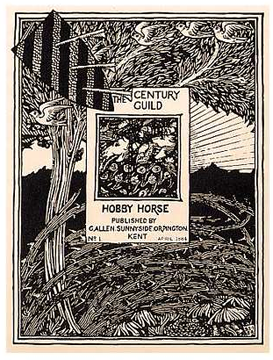
Обложка журнала «Конёк Гильдии века». Апрель 1884

Гильдия Века (англ. Century Guild) — художественная студия, основанная в Англии, в Лондоне в 1882 году художниками английского модерна Артуром Макмердо, Селвином Имиджем и Гербертом Хорном при участии Уолтера Крейна, архитекторов Филиппа Уэбба и Нормана Шоу. Студия просуществовала до 1888 года.
Создатели студии развивали идеи, заложенные Уильямом Моррисом в его объединении «Искусства и ремёсла»: возрождение ремесленного труда, соединение форм средневековых артелей и ремесленных гильдий с новыми функциями современных изделий. Отсюда название. Художники «Гильдии века» принимали заказы на оформление жилых интерьеров, создание оригинальной мебели, светильников, набивных тканей и бумажных обоев.
Макмердо был опытным архитектором и художником-графиком, Имидж имел опыт работы в книжной графике. Крейн — архитектор-декоратор, живописец, график и теоретик, автор влиятельной в своё время книги «Линия и форма» (1900), в которой он разграничил понятия графического и живописного начал изобразительного процесса и теоретически обосновал специфику искусства рисунка и графики. Крейн ранее работал с Уильямом Моррисом, испытал влияние восточного искусства и, в частности, как и многие другие художники периода модерна, японской гравюры. В 1883 году Крейн организовал «Общество искусств и ремёсел», цель которого он видел в том, чтобы «превратить художников в ремесленников, а ремесленников — в художников». Архитектор Уэбб также участвовал в движении «Искусства и ремёсла», разрабатывал проекты мебели и мебельно-декоративных тканей.
Гильдия издавала свой журнал «Конёк», или «Конёк Гильдии века» (The Century Guild Hobby Horse), название которого основано на игре английских слов: hobby — «конёк» в значении любимое занятие, и hobby-horse — детская качалка-конёк. Макмердо был главным редактором и художником издания. В журнале воспроизводили рисунки и проекты, основанные на растительном (флоральном) декоре — волнообразно изогнутых стеблей растений и цветов: лилий, камыша, цикламенов, ирисов — наиболее распространённых мотивов модерна, включая «цветок подсолнуха Макмердо».
В 1859 году по проекту Филиппа Уэбба участниками объединения построен знаменитый «Красный дом» (по цвету кирпичных стен) для Уильяма Морриса, ставший символом новой английской архитектуры. Архитектор Норман Шоу работал в разных стилях, участвовал в «Эстетическом движении», проектировал коттеджи в «староанглийском стиле». «Гильдия века» послужила примером для многих подобных объединений рубежа XIX—XX веков, в частности, объединения русских художников «Цех живописцев Святого Луки».